# تحت الربع بجنيه وربع (فلم)
تحت الربع بجنيه وربع  فيلم دراما مصري للمخرج إسماعيل جمال  عام 2000، كتب القصة والسيناريو والحوار خالد البنا. الفيلم من بطولة أحمد آدم، الشحات مبروك، شريف عبد المنعم، غادة الشمعة، وفاء عامر، فؤاد خليل، وجيهان سلامة  وتدور الأحداث في حي الدرب الأحمر بالقاهرة مع مجموعة من المهمشين وأطفال الشوارع من الجنسين، الذين تخطوا مرحلة الطفولة، يسعون على لقمة العيش بالحلال. صدر الفيلم إلى دور العرض المصرية في 15 مارس 2000. منح موقع قاعدة بيانات الأفلام العربية "السينما.كوم" الفيلم درجة 3.6/ 10.
تاريخ عرض الفيلم يوافق يوم عرفة 1420 هـ.

## طاقم التمثيل
- أحمد آدم: في دور حسن
- الشحات مبروك: في دور أبو سمرة
- شريف عبد المنعم: في دور هشام السويفي/ برعي
- غادة الشمعة: في دور سكر
- وفاء عامر: في دور بلابل
- فؤاد خليل: في دور طرزان أبو ركبة
- جيهان سلامة: في دور جمالات
- هيام حسني:[13] في دور سوسو
- مصطفى ياسين:[14] في دور حمدي
- كمال الألفي: في دور حسين (مدير البنك)
- عبد الباسط حمودة:[15] في دور تيفه
- نعمات عبد الناصر:[16] في دور زوجة طرزان
- بالاشتراك مع: مصطفى المعاون [17]– صباح محمود [18]– سيد مصطفى [19][20]

## موسيقى وأغنية الفيلم
هاني شنودة: موسيقى تصويرية
أغنية "تحت الربع": لحن عصام كاريكا – كلمات مجدي كامل 

## أحداث الفيلم
يعيش في شارع "تحت الربع" بحى الدرب الأحمر بالقاهرة مجموعة من المهمشين وأطفال الشوارع من الجنسين، الذين تخطوا مرحلة الطفولة، يسعون على لقمة العيش بالحلال. بعضهم يبيع في إشارات المرور المناديل الورقية والفل والصحف ويمسحون زجاج السيارات، ومن بينهم أبو سمرة (الشحات مبروك) الذي يحب الفتاة سكر (غادة الشمعة) ويعاهدها على الزواج، وشقيقتها جمالات (جيهان سلامة) التي تحب الشاب حسن (أحمد آدم) ويتزوجان، وتيفه (عبد الباسط حمودة) بائع الصحف ومطرب الشلة، وطرزان أبو ركبة (فؤاد خليل) المتزوج من 4 سيدات يتجولن بين إشارات المرور ويبعن المياه الغازية والشاي على الأرصفة، ومن بينهن بلابل (وفاء عامر) الزوجة اللعوب التي تطارد أبو سمرة نظراً لضعف زوجها طرزان. يقترض رجل الأعمال الفاسد هشام السويفي (شريف عبد المنعم) الملايين من البنوك، بدون ضمانات لإقامة مشاريع وهمية، بمساعدة مدير البنك المرتشي حسين بك (كمال الألفي)، ويعيش هشام حياة لاهية ما بين الخمر والنساء، وحين يشاهد سكر في إشارة المرور، يعجب بها ويطمع أن ينالها، ويعرض عليها الأموال والمجوهرات والحياة الرغيدة، ولكنها ترفض، ولكنها تشاهد حبيبها أبو سمرة في أحضان بلابل التي نجحت في إغراءه، فتصاب بصدمة، وحينما يعرض عليها هشام الزواج توافق على الفور، ولكنها في يوم الزفاف تكتشف أنه يتلاعب بها، وسوف يتزوجها لبعض الوقت، ثم يتخلص منها. تلوذ سكر بالفرار وتعود إلى أبو سمرة وتصفح عنه وتتزوجه. يجن جنون هشام، الذى أرسل رجاله للتخلص من أبو سمرة، ولكنه يتمكن من التغلب على رجال هشام، فيقوم هشام بخطف سكر، ويحاول اغتصابها ولكن يصل أبو سمرة في اللحظة المناسبة، ويكتشف أن رجل الأعمال هشام، هو نفسه برعى زميله الذي إشترك معه في سرقة كمية من الذهب، وأصيب أبو سمرة وقبض عليه وسجن ثلاث سنوات، بينما اختفى برعي بالذهب، ويدور صراع بين لصوص الأمس لتصفية القديم والجديد، ويندلع حريق وتصاب سكر بالإغماء، ويتغلب أبو سمرة على برعي، وينقذ زوجته سكر من الحريق، ويترك برعي بين النيران.

## وصلات خارجية
- تحت الربع بجنيه وربع على موقع الدهليز
- تحت الربع بجنيه وربع على موقع قاعدة بيانات الأفلام العربية
- تحت الربع بجنيه وربع على موقع قاعدة بيانات الفيلم (الإنجليزية)
- تحت الربع بجنيه وربع على موقع ليتربوكسد (الإنجليزية)
- تحت الربع بجنيه وربع على موقع الدهليز
- https://www.binged.com/streaming-premiere-dates/taht-el-raba-begneih-we-roba-arabic-movie-streaming-online-watch/ تحت الربع بجنيه وربع (فلم)